# 1101年
| 千纪： | 2千纪 |
| 世纪： | 11世纪 \| 12世纪 \| 13世纪                                                                                       |
| 年代： | 1070年代 \| 1080年代 \| 1090年代 \| 1100年代 \| 1110年代 \| 1120年代 \| 1130年代                                 |
| 年份： | 1096年 \| 1097年 \| 1098年 \| 1099年 \| 1100年 \| 1101年 \| 1102年 \| 1103年 \| 1104年 \| 1105年 \| 1106年       |
| 纪年： | 辛巳年（蛇年）；辽寿昌七年，统元年；北宋建中靖国元年；西夏貞觀元年；大理明开五年；越南龍符元化元年；日本康和三年 |

## 大事记
- 2月12日——遼道宗崩，臨死前立長孫耶律延禧為繼承人，耶律延禧奉遺詔即皇帝位於柩前，是為遼天祚帝。
- 注輦國王拉真陀羅率海軍遠征孟加拉、尼古巴群島及緬甸沿海。勢力逼近馬六甲海峽。

## 出生
- 2月——馬蒂爾達皇后。（1167年逝世，66岁）

## 逝世
- 1月——向太后（1046年出生，56岁）
- 2月12日——遼道宗耶律洪基，契丹及遼朝第八位皇帝。
- 8月—— 苏轼，中国诗人（1037年出生，64岁）